# Hauerit
Hauerit ist ein selten vorkommendes Mineral aus der Mineralklasse der „Sulfide und Sulfosalze“ mit der chemischen Zusammensetzung MnS2 und damit chemisch gesehen Mangandisulfid.
Hauerit kristallisiert im kubischen Kristallsystem und entwickelt vorwiegend isometrische, oktaedrische Kristalle sowie andere kubische Kombinationen, kommt aber auch in Form kugeliger Mineral-Aggregate vor. Das Mineral ist undurchsichtig, in dünnen Schichten jedoch schwach durchscheinend. Die Oberflächen der rötlichbraunen bis bräunlichschwarzen Kristalle zeigen in frischem Zustand zunächst einem metallischen bis diamantähnlichen, blendeartigen Glanz, laufen allerdings durch Verwitterung allmählich an und werden matt.

## Etymologie und Geschichte
Auf der Versammlung der Freunde der Naturwissenschaften im November 1846 berichtete Franz Ritter von Hauer in Vertretung des erkrankten Wilhelm Ritter von Haidinger von der Entdeckung einer neuen Mineralart, für die Haidinger den Namen Hauerit vorgeschlagen hatte. Die für eine vollständige Analyse benötigten Mineralproben wurden vom Kaiserlich-königlichen Hofconcipisten Berghofer zur Verfügung gestellt und stammten aus einem Schwefelbergwerk bei Kalinka, einem Ortsteil von Vígľašská Huta-Kalinka in der Mittelslowakei.
Den Namen Hauerit wählte Haidinger zum einen in Anerkennung um die Verdienste des österreichischen Geologen und Paläontologen Joseph Ritter von Hauer und zum anderen zu Ehren von dessen Sohn Franz für dessen Mithilfe bei der Identifikation des neuen Minerals.
Das Typmaterial des Minerals, insgesamt sechs Proben, wird in der Sammlung des Naturhistorischen Museums Wien unter den Sammlungs-Nr. A.k.894, A.b.6859 und A.x.421 aufbewahrt.
Da der Hauerit bereits lange vor der Gründung der International Mineralogical Association (IMA) bekannt und als eigenständige Mineralart anerkannt war, wurde dies von ihrer Commission on New Minerals, Nomenclature and Classification (CNMNC) übernommen und bezeichnet den Hauerit als sogenanntes „grandfathered“ (G) Mineral. Die seit 2021 ebenfalls von der IMA/CNMNC anerkannte Kurzbezeichnung (auch Mineral-Symbol) von Hauerit lautet „Hr“.

## Klassifikation
Bereits in der veralteten 8. Auflage der Mineralsystematik nach Strunz gehörte der Hauerit zur Mineralklasse der „Sulfide und Sulfosalze“ und dort zur Abteilung der „Sulfide mit M : S < 1 : 1“, wo er zusammen mit Aurostibit, Cattierit, Geversit, Laurit, Michenerit, Penroseit, Pyrit, Sperrylith, Trogtalit, Vaesit und Villamanínit die „Pyrit-Reihe“ mit der Systemnummer II/C.05 bildete.
In der zuletzt 2018 überarbeiteten Lapis-Systematik nach Stefan Weiß, die formal auf der alten Systematik von Karl Hugo Strunz in der 8. Auflage basiert, erhielt das Mineral die System- und Mineralnummer II/D.17-060. Dies entspricht ebenfalls der Abteilung „Sulfide mit dem Stoffmengenverhältnis Metall : S,Se,Te < 1 : 1“, wo Hauerit zusammen mit Aurostibit, Cattierit, Changchengit, Dzharkenit, Erlichmanit, Fukuchilit, Geversit, Insizwait, Kruťait, Laurit, Maslovit, Mayingit, Michenerit, Padmait, Penroseit, Pyrit, Sperrylith, Testibiopalladit (Q), Trogtalit, Vaesit und Villamanínit die „Pyritgruppe“ mit der Systemnummer II/D.17 bildet.
Die von der International Mineralogical Association (IMA) zuletzt 2009 aktualisierte 9. Auflage der Strunz’schen Mineralsystematik ordnet den Hauerit in die Abteilung „Metallsulfide mit M : S ≤ 1 : 2“ ein. Diese ist weiter unterteilt nach dem genauen Stoffmengenverhältnis und den in der Verbindung vorherrschenden Metallen, so dass das Mineral entsprechend seiner Zusammensetzung in der Unterabteilung „M : S = 1 : 2, mit Fe, Co, Ni, PGE usw.“ zu finden ist. Hier bildet es zusammen mit Aurostibit, Cattierit, Dzharkenit, Erlichmanit, Fukuchilit, Gaotaiit, Geversit, Insizwait, Kruťait, Laurit, Penroseit, Pyrit, Sperrylith, Trogtalit, Vaesit und Villamanínit die „Pyritgruppe“ mit der Systemnummer 2.EB.05a.
In der vorwiegend im englischen Sprachraum gebräuchlichen Systematik der Minerale nach Dana hat Hauerit die System- und Mineralnummer 02.12.01.09. Dies entspricht der Klasse der „Sulfide und Sulfosalze“ und dort der Abteilung „Sulfidminerale“. Hier findet er sich innerhalb der Unterabteilung „Sulfide – einschließlich Seleniden und Telluriden – mit der Zusammensetzung AmBnXp, mit (m+n):p=1:2“ in der  „Pyritgruppe (Isometrisch: Pa3)“, in der auch Pyrit, Vaesit, Cattierit, Penroseit, Trogtalit, Villamanínit, Fukuchilit, Kruťait, Laurit, Aurostibit, Krutovit, Sperrylith, Geversit, Insizwait, Erlichmanit, Dzharkenit, Gaotaiit und Mayingit eingeordnet sind.

## Chemismus
Die idealisierte (theoretische) Zusammensetzung von Hauerit (MnS2) besteht aus 46,14 % Mangan (Mn) und 53,86 % Schwefel (S). In Mineralproben aus der Schwefelgrube Destricella bei Raddusa in der italienischen Region Sizilien konnten allerdings auch Spuren von Eisen und Siliciumdioxid nachgewiesen werden.

## Kristallstruktur
Hauerit kristallisiert kubisch in der Pyritstruktur in der Raumgruppe Pa3 (Raumgruppen-Nr. 205) mit dem Gitterparameter a = 6,10 Å sowie vier Formeleinheiten pro Elementarzelle.

## Eigenschaften

### Morphologie
Die vorherrschende Kristallform beim Hauerit ist das Oktaeder {111}. Es finden sich aber noch andere kubische Kombinationen wie beispielsweise das Kuboktaeder oder der Oktaederstumpf. Daneben sind auch kugelförmige und stengelige Aggregatformen bekannt.

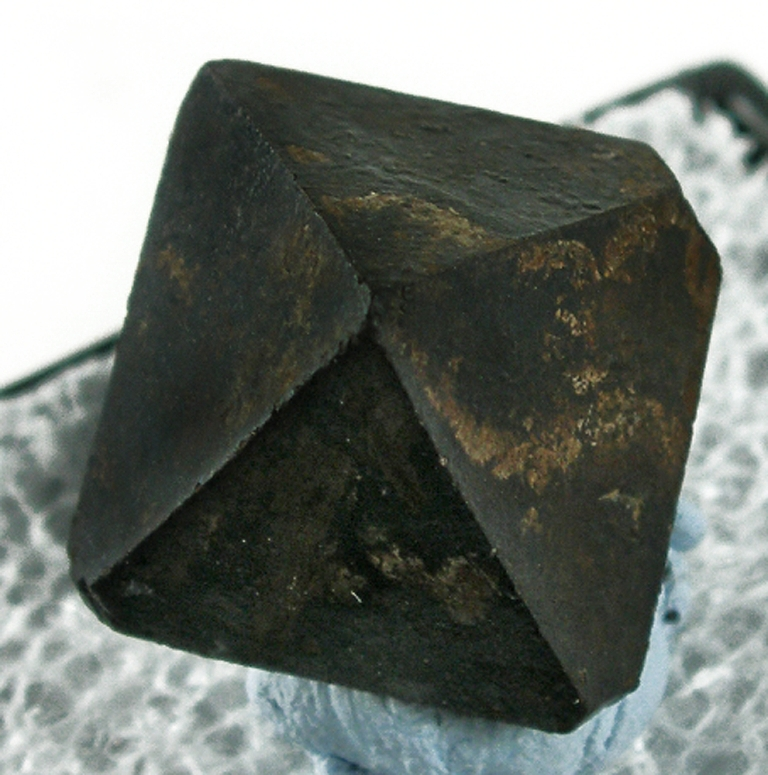
Scharfkantiger Hauerit-Oktaeder (Draufsicht)
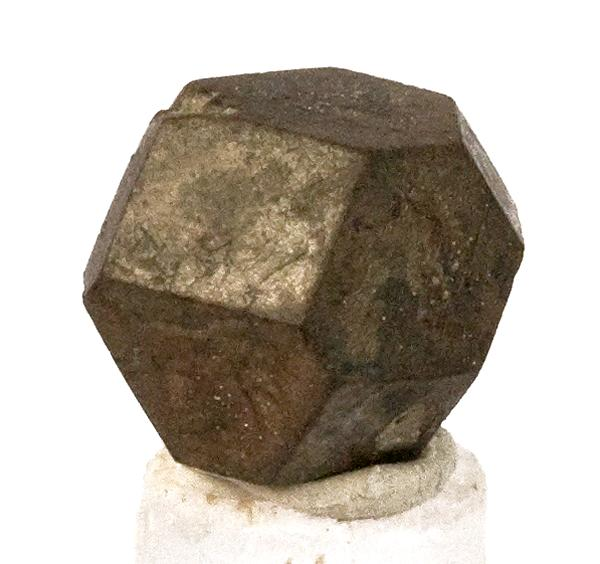
Hauerit-Oktaederstumpf

### Physikalische und chemische Eigenschaften
Mit einer Mohshärte von 4 gehört Hauerit zu den mittelharten Mineralen und lässt sich wie das gleich harte Referenzmineral Fluorit leicht mit einem Taschenmesser ritzen. Auffällig an Hauerit ist seine leichte Spaltbarkeit nach dem Würfel {100}. Auf mechanische Belastung reagiert er spröde und bricht mit unregelmäßigen bis schwach muscheligen Bruchflächen.
In einer Glasröhre vor dem Lötrohr erhitzt, verflüchtigt sich viel Schwefel und hinterlässt einen grünen Rückstand, der in Säuren löslich ist und dabei Schwefelwasserstoff bildet. Das Erhitzen zusammen mit Soda auf einem Platinblech erzeugt eine Manganreaktion.

### Optische Eigenschaften
Hauerit ist im Allgemeinen undurchsichtig (opak) und von dunkel rötlichbrauner bis bräunlichschwarzer Farbe. Die Strichfarbe des Minerals ist von ähnlicher bräunlichroter Farbe. In dünnsten Spaltblättchen ist Hauerit bräunlichrot durchscheinend, was innerhalb der Pyrit-Reihe eine sehr ungewöhnliche Eigenschaft ist. Polierte Flächen erscheinen grauweiß mit sehr hellbrauner Tönung mit roten Innenreflexionen.

## Bildung und Fundorte
Hauerit bildet sich durch Sedimentation in schwefelreichen Tonmineral-Lagerstätten und findet sich meist in Paragenese mit Calcit, Gips, Realgar und gediegen Schwefel.
Als seltene Mineralbildung konnte Hauerit nur an wenigen Orten nachgewiesen werden, wobei weltweit bisher rund 30 Fundorte dokumentiert sind (Stand: 2024). Seine Typlokalität Kalinka, in der bis zu 2,5 cm große Kristalle und Aggregate entdeckt wurden, ist dabei der bisher einzige bekannte Fundort in der Slowakei, da sich ein weiterer Fund in Banská Štiavnica (deutsch Schemnitz) als falsch erwies.
Bekannt aufgrund von außergewöhnlichen Haueritfunden ist vor allem die bereits erwähnte Schwefelgrube Destricella bei Raddusa in Italien, wo gut entwickelte Kristalle von bis zu 5 cm Durchmesser zutage traten. Immerhin bis zu 1,5 große Kristalle fanden sich in verschiedenen Gruben nahe Tarnobrzeg in Polen.
Der bisher einzige bekannte Fundort in Deutschland ist die ehemalige Absetzerhalde des Tagebaus Lichtenberg der Uran-Lagerstätte bei Ronneburg in Thüringen.
Weitere Fundorte liegen unter anderem in der bulgarischen Oblast Dobritsch, der chinesischen Provinz Hunan, der Präfektur Aomori auf Honshū in Japan, sowie in einigen Regionen der US-amerikanischen Bundesstaaten Louisiana und Texas.